# Panna Maria Budějovická

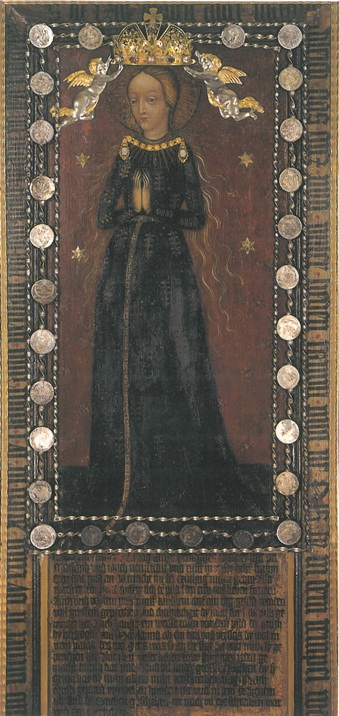
Podle pověsti zázračný obraz Panny Marie Budějovické z počátku 15. století s dodatečnými votivními dary (Biskupství českobudějovické, České Budějovice)

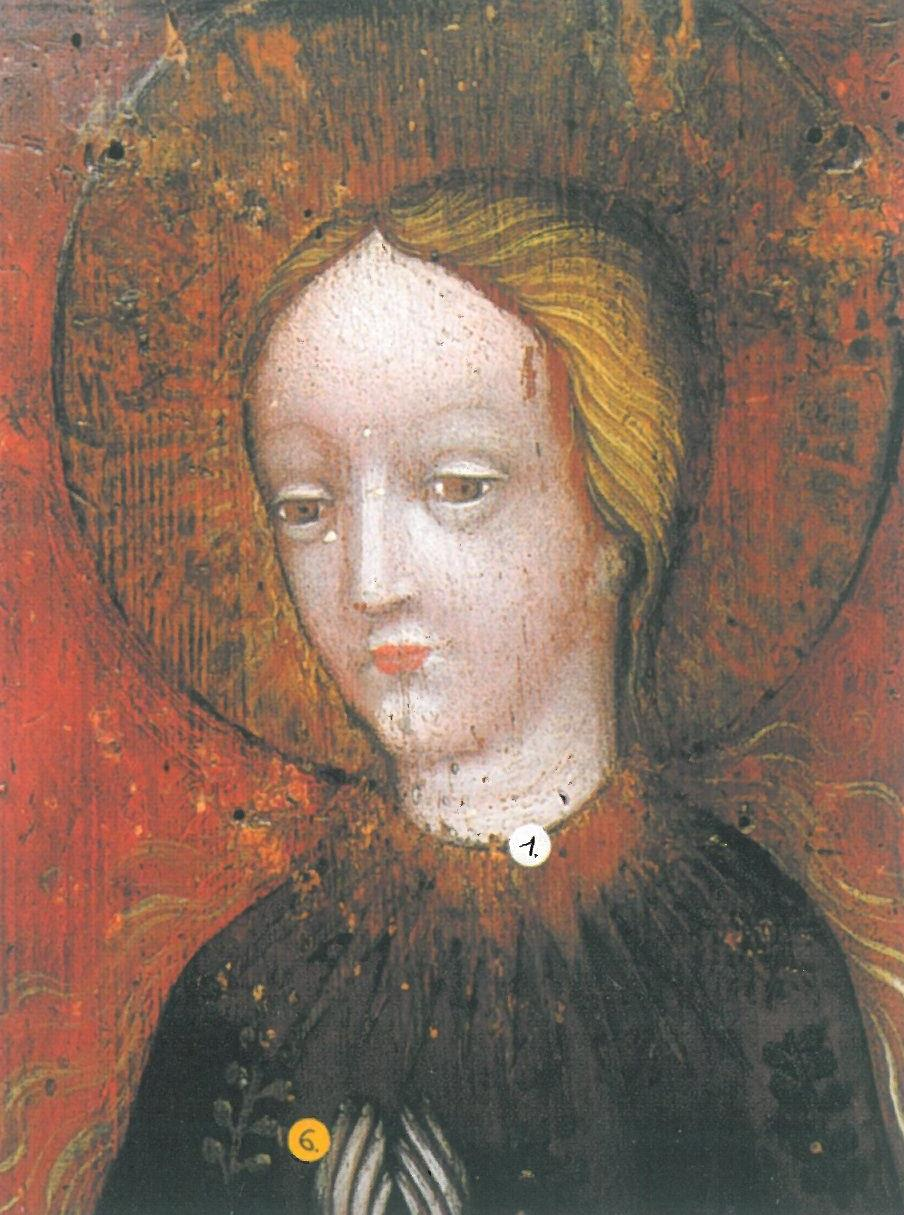
Obraz Panny Marie Budějovické v průběhu restaurování – detail

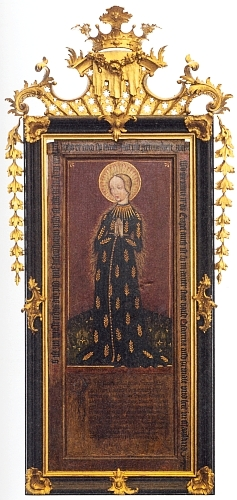
Panna Maria Klasová jako patrně nejstarší kopie Panny Marie Budějovické z let 1425–1430 z rakouského kláštera Schlägl v rokokovém rámu (klášterní obrazárna, Schlägl))

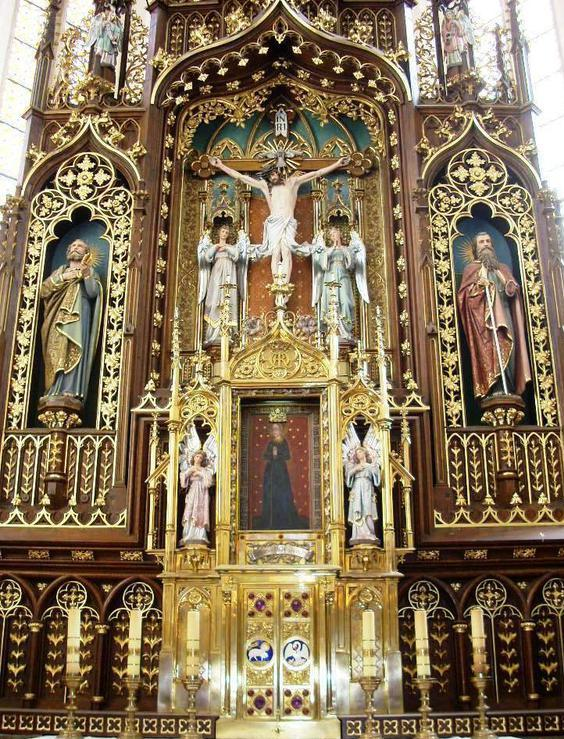
Kopie gotického obrazu Panny Marie Budějovické v tabernákulu neogotického oltáře v klášterním kostele Obětování Panny Marie v Českých Budějovicích

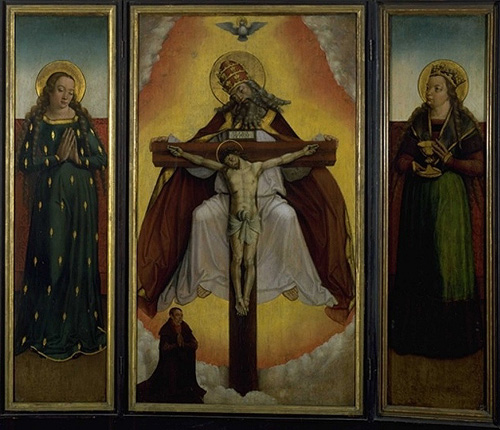
Oltářní retabulum s triptychem Nejsvětější Trojice se sv. Barborou a Pannou Marií Klasovou od Mistra litoměřického oltáře z let 1510–1520 (Národní galerie v Praze)

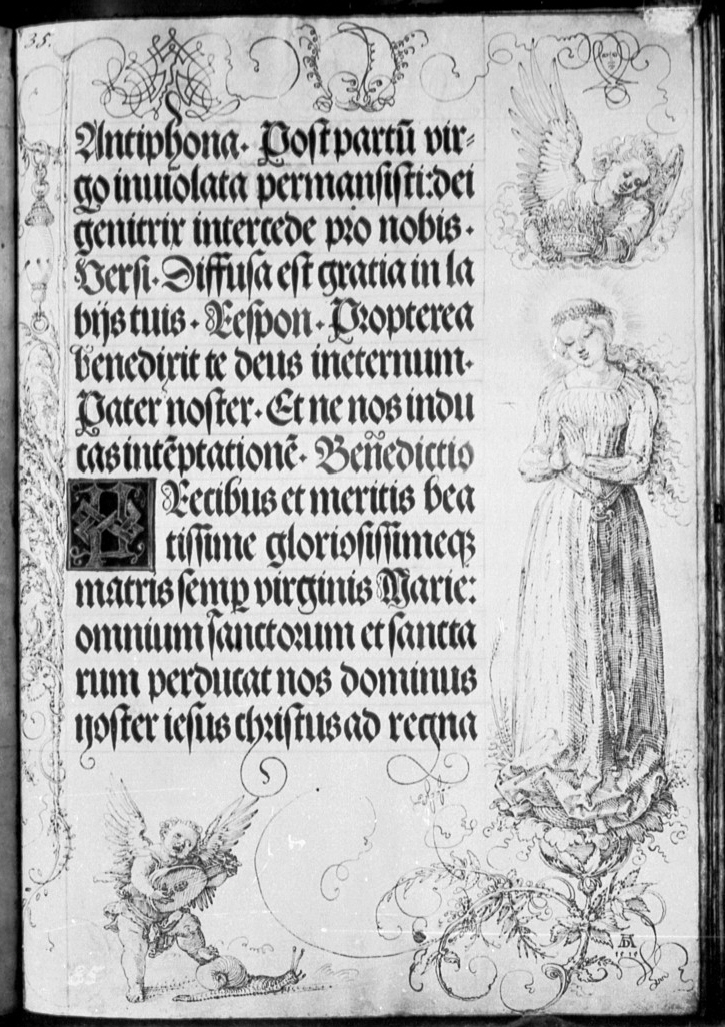
Kresba Panny Marie Klasové v modlitební knížce císaře Maxmiliána I. od Albrechta Dürera ze 16. stol. (Bayerische Staatsbibliothek, Mnichov)

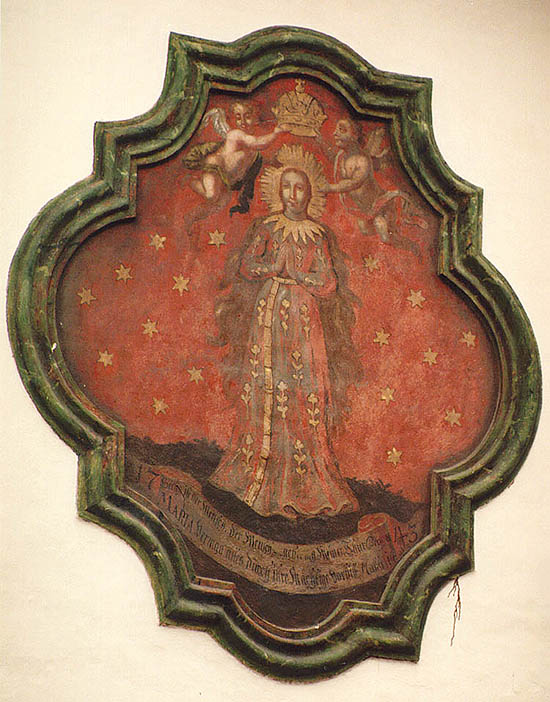
Barokní vyobrazení Panny Marie Budějovické (Klasové) s letopočtem 1743 ve štukovém medailonu na měšťanském domě v Českém Krumlově (ulice Kájovská č.p. 69)

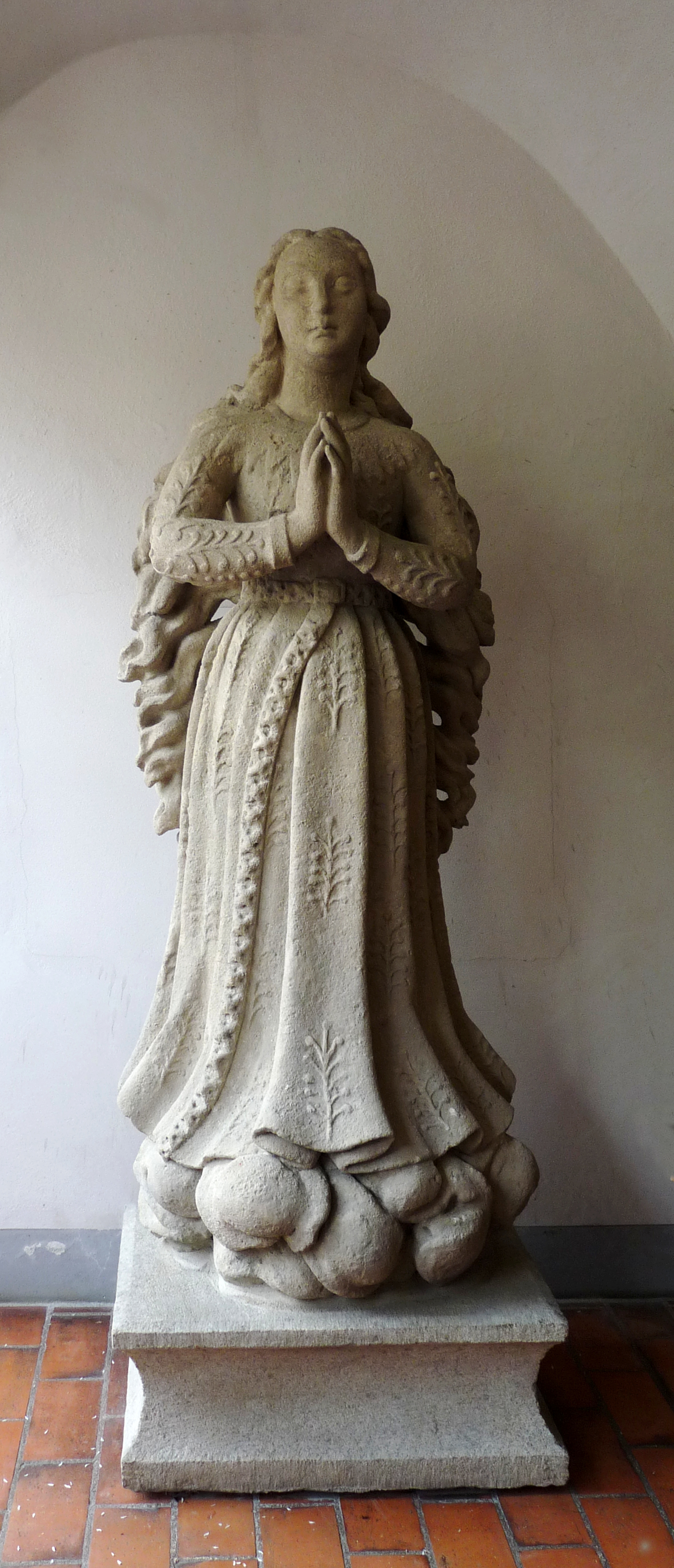
Barokní socha Panny Marie Budějovické od Josefa Dietricha (1677–1753), která dříve stávala před Svinenskou branou v Českých Budějovicích, dnes v průchodu domu U Ferusů (Senovážné náměstí 6)

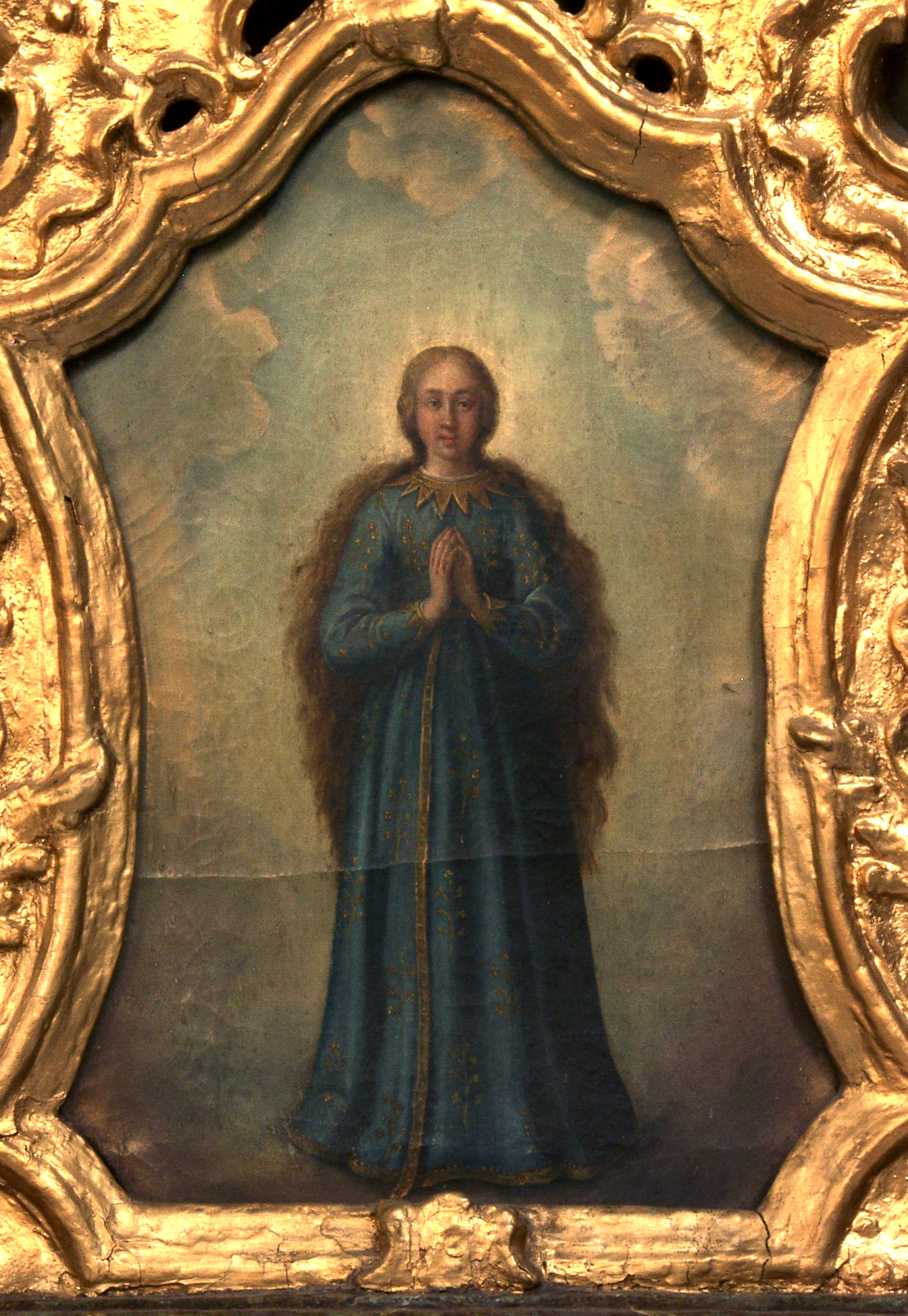
Panna Maria Budějovická (Klasová) z kostela Povýšení Sv. Kříže v Písku (18. stol.)

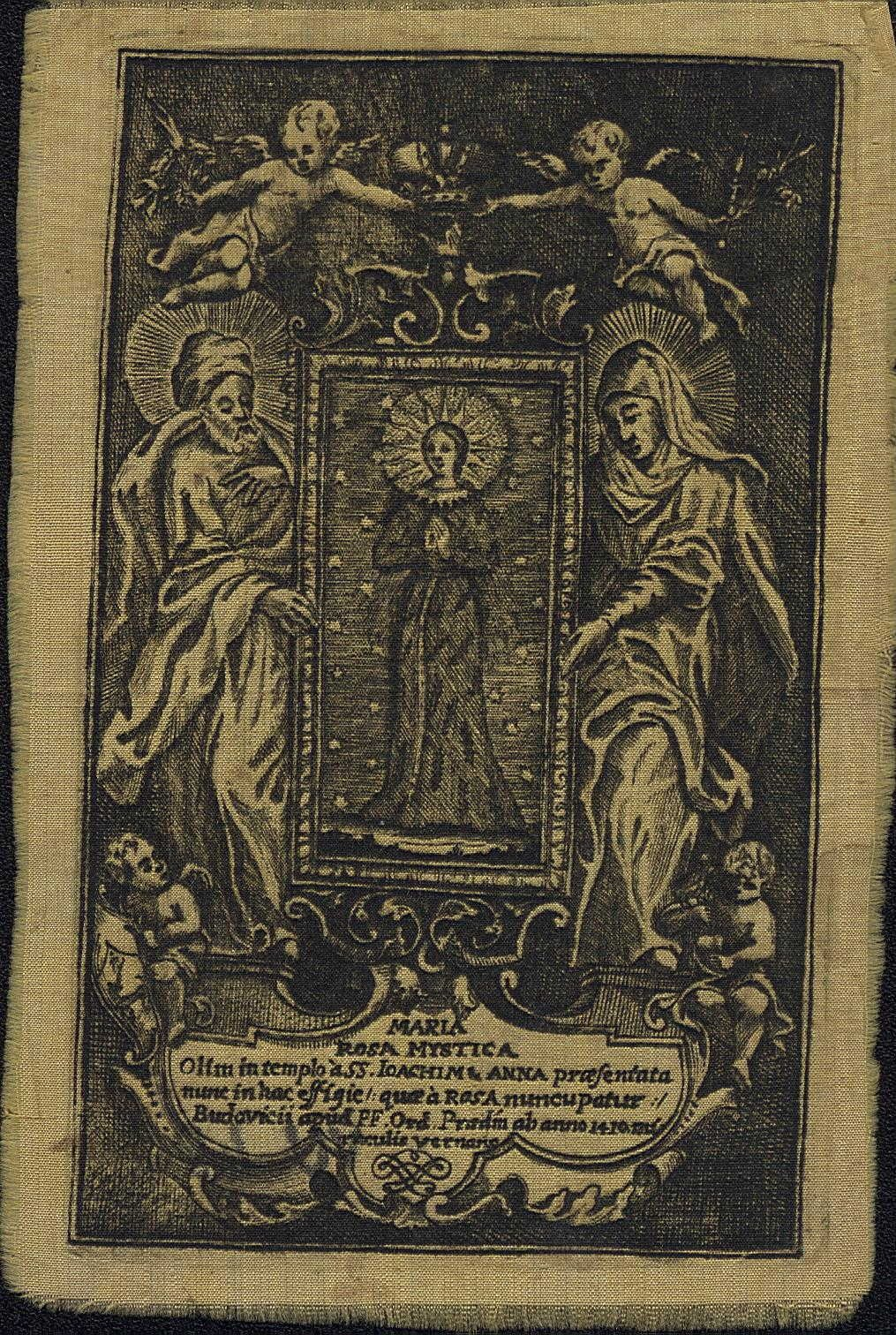
Panna Maria Budějovická v černém tisku na žlutém hedvábí z 19. století – obrázek se přikládal na tělo proti nemocem a zlým silám (Městské muzeum Horažďovice)

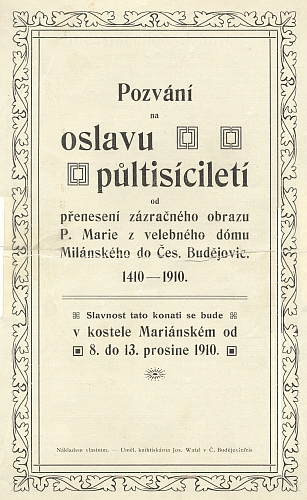
Pozvánka na oslavu 500. výročí přenesení obrazu Panny Marie Budějovické do Českých Budějovic

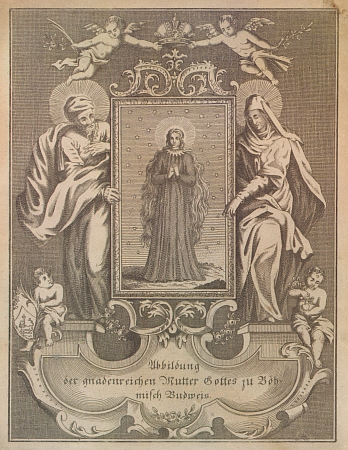
Mědiryt s vyobrazením Panny Marie Budějovické z druhé poloviny 18. století (Jihočeské muzeum, České Budějovice)

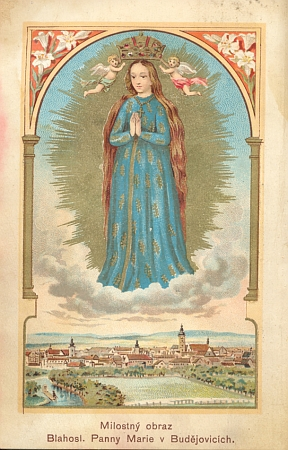
Panna Maria Budějovická jako ochránkyně města na frontispisu českého překladu knihy Františka Xavera Franze "Budějovická Panna Maria" z roku 1905

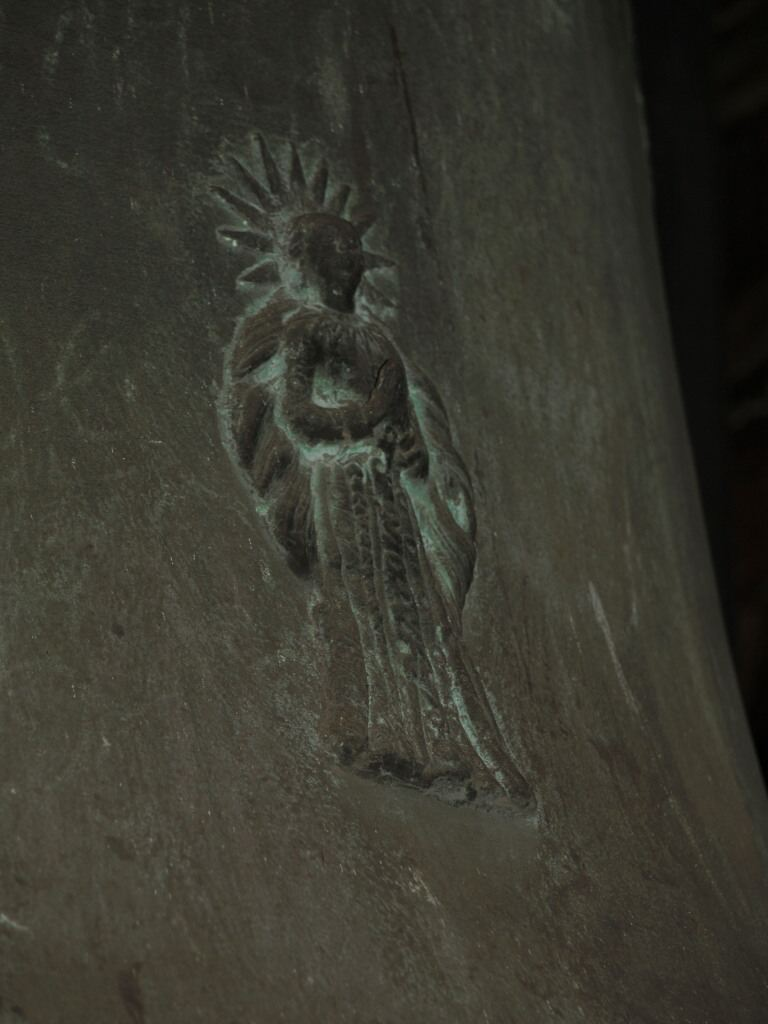
Reliéf Panny Marie Budějovické na největším českobudějovickém zvonu Bumerin z roku 1723 od lineckého zvonaře Silvia Kreuze (Černá věž, České Budějovice)

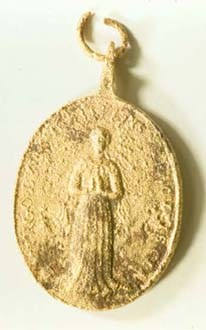
Svátostka – medailon s vyobrazením Panny Marie Budějovické z pohřební výbavy hrobu při kostele sv. Mikuláše v Českých Budějovicích (Jihočeské muzeum, České Budějovice)

Panna Maria Budějovická je deskový milostný obraz Panny Marie Klasové patrně z počátku 15. století, paladium (záštita) města Českých Budějovic. Jeho originál se dnes nachází v kapli českobudějovického biskupství, kopie z roku 1999 od Aloise a Martina Martana je umístěna na hlavním oltáři klášterního kostela Obětování Panny Marie.

## Historie obrazu
Vzhledem k tomu, že zatím nebyl proveden uměleckohistorický a paleografický rozbor obrazu, je jeho datování nejisté. Obecně lze říct, že obraz vykazuje rysy gotické malby a také použité pigmenty se vyskytují na deskových obrazech středověkého původu. Ve starší literatuře z 2. poloviny 20. století se objevuje odhad, že nejstarší dochovaná verze obrazu je přemalbou či kopií pocházející až ze 16. století, což je hypotéza převzatá ze Soupisu památek historických a uměleckých v království Českém z roku 1900. Podle restaurátorského průzkumu z roku 1994 deska obrazu pochází z počátku 15. století. Také zbytky modré barvy na šatu obsahující polodrahokam azurit, který se jako nejdražší barva přestal používat už ve středověku, svědčí o stáří a gotickém původu obrazu. Legenda, nápis na obraze, ale i záznamy v archivu české provincie dominikánů v Praze říkají, že roku 1410 jej do Českých Budějovic přivezl budějovický měšťan a kupec Václav Institoris (tj. "Kramář", "Kramářů" či "Krämer"), a to z Itálie jako kopii jiného milostného obrazu z města Osanna u Milána (tuto lokalitu se však zatím nepodařilo identifikovat). Této nejstarší dataci by odpovídala i odpustková listina vydaná k obrazu 4. června 1418 (viz dále). Vyskytl se i pokus dokázat, že budějovický obraz je milánským originálem a nejstarším prototypem, zatímco kopie byla vytvořena a zanechána v Itálii ve zmíněném městě a do dnešní doby se nedochovala. O tom, že jde spíše o kopii nedochovaného originálu, však svědčí i absence podkladu (křídového nátěru) a pouze náznak podkresby pod malbou. Ani to však není exaktním důkazem a stejně tak lze uvažovat o tom, že obraz vznikl v zaalpském, nejspíše podunajském prostředí, a němečtí osadníci jej přivezli do severní Itálie, odkud se, už jako zázračný, vrátil zpět, tentokrát do Čech.
Spanilá, krásná z jihu,
zahnala běsy kraje
a sňala jeho tíhu –
ó, prosiž, Kněžno Ráje, 
za město kdysi Tobě věrné, 
a kéž hněv Boží neuzraje
na naší víře nedověrné
a na zvrhlosti zrádné, 
ó, prosiž i za ty, kteří
dnes nemají víry žádné!
z básně Karla Erbana Panna Maria Budějovická (1970)
Obraz zpočátku uchovával ve svém domě zmíněný měšťan Václav, v roce 1418 jej však předal do klášterního kostela Obětování Panny Marie, kde visel – podobně jako jeho italská předloha – na 5. pilíři v severní boční lodi, chráněn kovovou mříží. V roce 1634 pro něj na místě starší kaple sv. Markéty (při severní straně presbytáře) nechal upravit zvláštní kapli Panny Marie generál hrabě Baltasar Marradas, sám veliký ctitel obrazu, který zde byl po své smrti roku 1638 pochován. V roce 1678 byl pro obraz pořízen stříbrný oltář (dnes umístěný v postranní kapli sv. Anny). V 18. století vznikla barokní kopie obrazu, která se zřejmě používala spolu s originálem a možná tvořila jeho svrchní otevíratelnou desku. V roce 1785 byl obraz z kaple Panny Marie (která byla v témže roce zasvěcena zakladateli Piaristů sv. Josefu Kalasanskému a roku 1865 nakonec zbořena) přenesen na hlavní oltář v presbytáři. V roce 1865 byl zhotoven nynější neogotický oltář od řezbáře a sochaře Josefa Rinta z Lince, roku 1895 bylo pro obraz na oltáři pořízeno nové pozlacené tabernákulum.
V letech 1922–1923 byl obraz restaurován akademickým malířem Bohumírem Čílou (podepsaným na rubu desky). Jeho zásahy byly poměrně razantní – zbrousil desku zezadu a zřejmě i sedřel modrou temperu z šatu Marie a přemaloval jej barvou olejovou, která postupně zčernala. V roce 1944, zřejmě v souvislosti se spojeneckým bombardováním Českých Budějovic, byl obraz odvezen a uschován v trezorech na Svaté Hoře, do města se vrátil bezprostředně po osvobození. Do té doby zaujímala jeho místo na oltáři buď kopie z 18. století, nebo mladší kopie z roku 1945. V roce 1994 byl originál obrazu z důvodu obav před odcizením uložen v církevním depozitáři, nahrazen barevnou fotokopií a znovu odborně restaurován. Restaurátorskému zásahu z let 1998–1999 předcházela dendrochronologická, chemická, mikroskopická a numizmatická analýza (expertiza nápisů a písma provedena nebyla), vlastní restaurování, které provedl restaurátor a akademický malíř Alois Martan, spočívalo v obnově soudržnosti hmoty dřeva, očištění barevné vrstvy od nečistot a pozdějších přemaleb a zatmelení trhlin a jejich barevném zaretušování. Restaurování kovových částí obrazu provedl restaurátor drahých kovů Jaroslav Kubíček. V roce 1999 byla na oltář slavnostně osazena nejnovější kopie obrazu od Aloise Martana a Martina Martana. Kopii korunky zhotovil Jaroslav Kubíček, kopie andílků, prutů ani mincí pořízeny nebyly.

## Úcta k obrazu
Tomuto paládiu se v minulosti přičítala záchrana města Českých Budějovic před husity, před obléháním vojsky Jiřího Poděbradského, před stavovskými a švédskými vojsky, před morovou epidemií v letech 1713–14 a celá řada zázraků a vyslyšení, mezi něž patří zachránění života či nabytí zdraví jednotlivců, jak se o nich zmiňují zprávy až do 20. století.
Poklekáme. Na vyřezávaném oltáři, vsazena ve zlato, trůní ta, která je už pět set let ochránkyní tohoto města – jeho Palladiem. Z deskového obrazu pod korunkou zírá ubledlá dívčí tvářinka té, která byla právě obětována v chrámu jeruzalémském a je si vědoma této chvíle. Úzké ruce jsou sepjaty k modlitbě… Ona prosí neustále a bude vždy prosit za město svěřené její mateřské péči.
František Hobizal, Budějovické nálady (1997)
Sám restaurátor a malíř Alois Martan si ve svých dvaasedmdesáti letech při pádu ze stromu přivodil vážný úraz – zlomil si osm žeber a propíchl si plíci. „Když jsem se probíral na oddělení intenzivní péče, myslel jsem na to, že mám doma rozpracovaný tenhle obraz, že práci musím dokončit. Teď, když si pročítám záznamy o zázracích budějovické Madony, říkám si, že ten zatím poslední se možná týkal mne“, řekl později.
O časné úctě k obrazu svědčí, že již roku 1418 k němu pražský generální vikář a světící biskup Jan udělil čtyřicetidenní odpustky všem, kdo se u milostného obrazu pomodlí sedm Zdrávasů. Ve své odpustkové listině o obrazu mluví jako o „zobrazení nejblahoslavenější a přeslavné Panny Marie, která jest na desce vyobrazena a krásně vymalována, ve kteréžto desce jsou též některé sv. ostatky zasazeny“. Od roku 1451 se převor dominikánského kláštera nechává titulovat převor kláštera U Zázračného obrazu, od roku 1453 je v klášterních listinách oficiálně uváděn titul Převor a konvent při zázračném obraze Naší milé Paní. V roce 1665 P. Schichellius píše, že mřížka, za kterou byl obraz uložen, byla ověšena voskovými dárky, „kolem obrazu visely dary ze zlata a drahokamů, berly, stříbrné oči, nohy, srdce, figurky znázorňující dítky, jež tu zavěsili lidé, kteří byli uzdraveni a vyslyšeni, aby hlásaly jejich vděčnost.“ Tentýž autor viděl v mládí u milostného obrazu votivní desku, na níž byl namalován rytíř se třemi mlýnskými kameny v erbu, jak klečí před obrazem. Tato votivní deska rozhlodaná červotočem a s již nečitelným nápisem mohla podle něj – soudě podle rytířova obleku – pocházet z let 1430–1440.
Od roku 1713 až do roku 1949 se každý rok v předvečer svátku Obětování Panny Marie (21. listopadu – dnes svátek Zasvěcení Panny Marie v Jeruzalémě) konala pouť k Panně Marii Budějovické. Průvod vycházel z farního kostela sv. Mikuláše (pozdější katedrály) přes náměstí do klášterního kostela. Tato tradice byla po roce 1989 obnovena, i když ne na tak původně velkolepém základě, kdy 21. listopad byl obecně chápán jako svátek města a slaven všemi obyvateli bez rozdílu. Především v 17. a 18. století, kdy úcta k Panně Marii Budějovické vrcholila, se o svatodušních svátcích konala k obrazu procesí z Písku, o svátku Navštívení Panny Marie z Jihlavy, velké množství poutníků přivádělo procesí z Rožmberka nad Vltavou, ke kterému se přidávaly další zástupy z Hořic, Trhových Svinů, Benešova nad Černou a Vyššího Brodu.
Se vší ponížeností tebe prosím skrze všecky tvé ctnosti, jimiž si se v svém mladém věku Pánu Bohu zalíbila, rač také mně tu milost vyprositi, ať má duše také těmi ctnostmi jest ozdobená, aby se Pánu Bohu líbila.
prosba k Panně Marii Budějovické podle Jana Tannera
Současně se obraz a spolu s ním i celý klášter těšil úctě mnohých významných historických osobností (např. Ferdinand I., Ferdinand II., Marie Terezie aj.) a šlechtických rodů, které na něj přispívaly dary.

## Kopie, repliky a multiplikace obrazu
Úcta k Panně Marii Budějovické se z Českých Budějovic už od středověku velmi rychle šířila po českých zemích, ale i do ciziny. Patrně nejstarší, gotická kopie budějovického obrazu se nachází v hornorakouském klášteře Schlägl. Další vyobrazení motivu Panny Marie Klasové (ať už odvozené z budějovického obrazu, nebo jiných, především německých předloh) vznikla například v Olomouci, Jihlavě, Znojmě, Brně, Počátkách, Březnici, Boru u Tachova, Praze, Českém Krumlově, Jindřichově Hradci, Písku, Klokotech u Tábora (na Táborsku ve svých mnohých replikách, z nichž se postupně motiv klasů či květů na šatech vytrácí, uctívána též jako Panna Maria Klokotská), v Pasově, Brixenu v Tyrolích, Innsbrucku, ve Waasenu ve Štýrsku a jinde. Budějovický obraz je však zřejmě nejstarším dochovaným vyobrazením tohoto ikonografického typu. Velmi významným poutním místem s kopií obrazu Panny Marie Budějovické je Mláka u Třeboně, kde byl na místě zázračného zachránění dívky před násilníky postaven roku 1710 poutní kostel.
Kopie obrazu z 18. století je vložena do zadní strany originálu, jiné barokní kopie se zachovaly ve sbírkách Jihočeského muzea a Alšovy jihočeské galerie. Z 19. století pochází kopie umístěná v budově Biskupství českobudějovického. Kopie z počátku 20. století se nachází v kostele sv. Jana Nepomuckého na Lineckém předměstí, kopie z roku 1945 od Antonína Kulíška je umístěna v kapli biskupského gymnázia v Českých Budějovicích. Kromě kopie z roku 1999 od Aloise a Martina Martana, umístěné na hlavním oltáři klášterního kostela Obětování Panny Marie je nejnovější kopií dílo akademického malíře Pavla Šmejkala jako soukromý osobní dar pro kardinála Joachima Meisnera z roku 2001.
Vzduch čpí bahnem nedalekých rybníků a jiskří váním šumavských lesů. V lyrických zákoutích modlí se sochy budějovské Panny Marie, bledé lampy dusí vítr a v arkádách loubí voní šero. Stíny věží padají na město, gotické chrámy jsou podobny vrakům lodí a plavovlasé hvězdy se zastavily nad krčmami.
z eseje Jaromíra Měšťana Město Otakarovo (1938)
S vyobrazením Panny Marie Klasové se lze setkat i v dílech tak vynikajících umělců, jakým byl např. Mistr Litoměřického oltáře nebo Albrecht Dürer. Malba Panny Marie Budějovické patrně ze 17. století je též součástí svatovítského pokladu.
Panně Marii Budějovické byla zasvěcena 5. kaple Svaté cesty z Prahy do Staré Boleslavi. Kaple byly stavěny v letech 1674 - 1690, v horním rohu výklenku bylo jméno stavebníka a jeho erb. Donátorem této kaple byl Karel Maxmilián Lažanský, říšský hrabě z Bukové, dvorský sudí. Reliéf Panny Marie Budějovické je též součástí mariánského atlasu na Svaté Hoře u Příbrami, který pochází z přelomu 17. a 18. století a je dílem příbramského sochaře Mathiase Huebera.
Jde však jen o velmi výběrový výčet, skutečný rozsah kopií, replik a multiplikací obrazu Panny Marie Klasové je podstatně širší. Jen na území Rakouska jde o několik desítek zobrazení, od gotiky až po baroko. Je pravděpodobné, že v budoucnu se tento rejstřík bude obohacovat nejen o další objevy a nálezy, ale také o díla současná. Z dosud známých dokladů lze usoudit, že ikonografický typ Panny Marie Klasové byl oblíben a napodobován zejména v 15. a 18. století, nápadně často v prostředí dominikánských klášterů.

### Sochy a reliéfy na českobudějovicku
Ikonografický typ Panny Marie Budějovické opakovaně zpracoval barokní sochař Josef Dietrich. Sochy byly například umístěny před dnes již zaniklými branami města. Dnes jsou sochy Panny Marie Budějovické k vidění:
- nad vstupem do křížové chodby kláštera z piaristického náměstí[36]
- v piaristické klášterní zahradě po boku sochy svaté Anny[36]
- na vrcholu sousoší na Mariánském náměstí[36]
- na nábřeží Malše poblíž justičního paláce[36]
- v průjezdu domu U Ferusů, kde sídlí národní památkový ústav[36]
- na dvoře kláštera Kongregace sester Nejsvětější Svátosti[36]
- na vrcholu výklenkové kaple sv. Petra v Poříčí

Další vyobrazení lze nalézt na varhanní skříni v piaristickém klášterním kostele a na studni v rajském dvoře, na fasádách, štítech i ve vnitřní výzdobě historických měšťanských domů, ale také v pohřební výbavě budějovických měšťanů. Reliéf Panny Marie Budějovické nese též největší českobudějovický zvon Bumerin na Černé věži.

## Popis obrazu
Samotný obraz je malován mastnou temperou bez křídového podkladu přímo na desce z jedlového dřeva o rozměrech 126 x 62,3 cm s jednoduchým rámem. Deska silná 1,3 cm se skládá ze dvou k sobě spojených částí (linie spoje probíhá kolem heraldicky pravého okraje čela směrem dolů kolem pravé dlaně a podél splývající stuhy).
Panna Maria, oděná ve splývavém, původně temně modrém šatě posetém 44 obilnými klasy, zde stojí na rozkvetlé louce. Na první pohled vyniká především její čistá a pokorná, oduševnělá tvář. „Provedení obličeje svědčí o senzitivním umělci nemalé dovednosti a zkušenosti. Panna Maria má po gotickém způsobu vlasy sčesány dozadu, takže vyniká vysoké čelo, tenká linie obočí a ušlechtilá tvář s drobnými jemnými ústy. Oči, mírně sklopené směrem dolů, jsou hnědé s temnými pananekami“ Kolem hlavy má svatozář, dlouhé světlé vlasy za krkem stažené a od ramen volně rozevláté, ruce sepjaté v modlitbě. Útlý pas jí nad boky obepíná stužka s pěti sponami splývající prostředkem šatu kolmo dolů. Na ramenou jí spočívá límec či náhrdelník v podobě paprsků slunce. Celá postava je natočena mírně heraldicky doprava. Červenohnědé pozadí nese nepatrné obrysy po 27–28 hvězdičkách, původně cínových a pozlacených, později i papírových (dnes zůstaly pouze 4). Zbytky zlata se na obraze zachovaly také na paprscích slunečního náhrdelníku, na korunce a klasech zdobících plášť.
Obraz je vložen do kovového pozlaceného rámu o šíři 3,2 cm. Na vnitřním dubovém rámu (širokém 8,6 cm) je německý nápis gotickou frakturou: „Každému budiž známo, že tento obraz jest obraz naší milé Paní, když dlela v chrámě, nežli byla zasnoubena sv. Josefu. Tehdy jí sloužili andělé. Právě tak je též namalována v městě, které slove Osana a leží v Milánsku.“ Spodní část obrazu tvoří plocha s drobnějším hustým německým nápisem, který zaznamenává některé zázraky milostného obrazu a datuje je do roku 1410: „První zázrak. Jakýsi zajatec byl v jednom městě u Milána odsouzen k smrti. Vzýval naši milou Paní v tomto obraze a kat mu nemohl ublížit. Byl tudíž propuštěn na svobodu a uctíval po celý život obraz mariánský. — Také pět dítek bylo uzdraveno jednoho dne od velkého neduhu a nemoci, když byly přineseny před milostný obraz. — Před obrazem visela bílá růže; část této růže utrhla vévodkyně milánská a schovala ji ve svém paláci; ráno však byla růže opět na místě, odkud byla oddělena. — Také němým vrátila řeč naše milá Paní v tomto obraze. A mnoho jiných velkých zázraků učinila, které se všecky napsati nemohou. Od narození Páně ve čtrnáctistém roce a v desátém roce stala se tato znamení, jichž mnoho ještě by se mohlo zaznamenati a pamatovati.“ Spodní část obrazu, respektive jeho vnitřní rámová část byla v minulosti odříznuta, pravděpodobně po destrukci způsobenou červotočem.
Kromě originálu je do dubového rámu vložena též kopie obrazu patrně z 18. století od některého místního řemeslníka. Tato mladší deska nese druhotně zapuštěné dřevěné čepy a obrysy a díry po barokním kování a zámku, pravděpodobně tedy sloužila originálu jako dvířka. To svědčí o tom, že originál obrazu byl původně zřejmě skříňově otevírán nebo otáčen. Je možné, že barokní kopie po většinu roku nahrazovala originál, který se (otevřením) ukazoval jen při některých příležitostech. Zajímavostí je, že tato barokní kopie není zcela přesnou kopií, protože Panna Maria má zde (v souladu s dobovými preferencemi a standardy krásy) tmavé vlasy, stojí na podstavci s kartuší a její celkové pojetí připomíná variantu mláckou. Vzhledem k tomu, že tuto barokní kopii starší autoři popisující originál nezmiňují, je možné, že byla do společného rámu vsazena až po roce 1932.
Z ochozu věže slyš
hlas křížem znamenaný, 
ve flétně kašny bdíš
alte, tmou rozehraný, 
tóne, jenž sladce dých᾿
v listoví světlém stínu
z pramenů kamenných
na šíji Madoninu.
z básně Ladislava Stehlíka České Budějovice (1936)
Originál obrazu si dodnes uchoval druhotně osazené votivní prvky, jako jsou točené postříbřené pruty, stříbrné mince (převážně z 18. a 19. století), zlatý náhrdelník a zlatá, drahokamy zdobená barokní či neobarokní korunka nesená dvěma reliéfními andílky (celkem cca 2 kg ozdob). Množství i uskupení votivních darů se v průběhu staletí měnilo, protože obraz několikrát čelil pokusům o oloupení (1632, 1805), v roce 1894 byly některé starší votivní dary odcizeny, při posledním pokusu v roce 1910 byl pachatel dopaden.

## Ikonografický význam
Ikonografický význam obrazu těsně souvisí s patrociniem klášterního kostela Obětování Panny Marie, tedy zasvěcení Panny Marie Bohu prostřednictvím jejího uvedení do Chrámu, což nasvědčuje, že přenesení obrazu do Českých Budějovic a jeho uložení v dominikánském klášteře bylo záměrné. Panna Maria je zde podle katolické tradice (jejímž zdrojem je také apokryfní protoevangelium Jakubovo vzniklé kolem roku 300 po Kr. a Zlatá legenda od Jakuba de Voragina) zobrazena jako "Panna Maria Služebnice v Chrámu", tedy jako mladá dívka v době, kdy ještě nebyla zasnoubena se sv. Josefem. Tehdy sloužila jako chrámová panna v Jeruzalémském chrámě a konala zde příslušné chrámové práce, jako bylo tkaní bohoslužebných rouch a chrámové opony, ale také rozjímala o Bohu, četla z Písma o příchodu Spasitele, učila se pokoře a připravovala se tak na budoucí milost. Někdy však bývá Panna Maria zobrazována už ve zřetelném stupni těhotenství. Podle šatů posetých obilnými klasy (v některých variantách spíše květy vrby jívy) bývá tento ikonografický typ nazýván Panna Maria Klasová (v německé literatuře Ährenkleidmaria). Kromě budějovického obrazu tento typ pronikl ve 14. a 15. století zejména do německých jazykových oblastí (v Miláně žila v té době početná kolonie německých obchodníků), kde dosáhl obliby především v ženských klášterech.
Ano, mileráda odříká svých dvacet zdrávasů před zázračným obrazem a odříká ještě nesčetně modliteb svých, které všechny budou lkát: „Panno, vrať mi Ondřeje! Nemohu bez něho žít!“ Od toho dne klekává Veronika denně před mříží obrazu u dominikánů a žadoní v pokoře, na zlatých kláscích, jimiž je roucho mocné světice vyzdobeno, počítá: „Vrátí se – nevrátí se – ano – ne“, a počítá tak, aby vyšlo ano. 
z románu Zdeňky Bezděkové Bludný kámen (1986)
Zobrazení Panny Marie Klasové bývá někdy doprovázeno atributy náležející též ikonografickému typu Panny Marie Assumpty (andělská asistence, aureola, hvězdná koróna či srpek měsíce pod nohama), jak je to patrné například u Panny Marie Klokotské. Typ Madony Klasové se ovšem vyskytuje též ve variantě s Ježíškem (buď v zahradě adorující dítě nebo trůnící s Ježíškem na klíně), případně stojící v pšeničném poli nebo držící klasy v ruce.

### Teologické zdroje
Základní teologické zdůvodnění Panny Marie Klasové nacházíme v Písni písní (7,3): „Tvé břicho je stoh pšeničný, obrostlý liliemi“, což mnozí středověcí autoři (např. Bernard z Clairvaux) interpretovali jako poukaz na panenské početí Ježíše Krista. Panna Maria je v ikonografickém typu Panny Marie Klasové ztotožněna se zemí nesoucí své plody i bez setí a je chápána jako neobdělané pole, které přesto dává klasy, protože je polem Božím. Samy klasy pak nesou význam těla Kristova (živé Eucharistie), andělského chleba či Boží moudrosti. Motiv slunečního límce má svůj symbolický zdroj též v Písni písní (6,9): „Krásná jako luna, čistá jako žhnoucí slunce“. Charakteristicky rozevláté světlé vlasy symbolizují v evropské kultuře panenství (pouze neprovdané dívky nosily rozpuštěné vlasy), také však povolnost a oddanost Milosti Boží, ze které vzejde Boží syn. Podobně stužka kolem pasu odkazuje na čistotu, panenství a odevzdání se Bohu – opasek je často (např. v řádových oděvech) používán jako symbol a znak života v cudnosti a zdrženlivosti. Hvězda je tradičním symbolem Panny Marie (Panna Maria je přirovnávána k jitřní hvězdě předznamenávající východ slunce – narození Ježíše Krista), jejich počet na budějovickém obraze může odkazovat na symbolicky významné Souhvězdí Panny (viz dále). Později dodaná korunka nesená dvěma andílky je vyjádřením oslavy Panny Marie v Nebi, završením jejího důstojenství za to, že se stala matkou Božího syna (Panna Maria Královna). Ruce sepjaté na prsou jsou gestem pokory a odevzdání se do vůle Boží, u Panny Marie přijetí a početí Ducha Svatého, také jsou však gestem její přímluvné modlitby za hříšníky a výrazem prostřednictví mezi Bohem a lidmi.

### Historické vlivy a okolnosti
K výkladu některých atributů Panny Marie Klasové se však nabízí i historické vysvětlení – manželka milánského vévody Giana Galeazza Viscontiho (1351–1402), vévodkyně Kateřina Visconti (1361–1404), zmiňovaná patrně v nápise na obraze v souvislosti se zázrakem odtrženého a navráceného kousku růže, jako výraz díků za dlouho očekávané narození syna věnovala stříbrné mariánské soše z roku 1387, nacházející se v milánském dómu, svůj šat posetý klasy a piniovými zrny (aluzí na erb Viscontiů), který měla na sobě při sňatku a nosila i při dalších slavnostních příležitostech. Tato socha byla později zničena při zřícení věže a v roce 1465 byla nahrazena obrazem, který byl zřejmě pro špatný stav nahrazen v roce 1487 mramorovou sochou Pietra A. Solariho polychromovanou zlatem (dnes v muzeu v Castello Sforzesco). Podobně jako šat posetý klasy, také náhrdelník v podobě svazku plaménků či paprsků slunce patřil původně Kateřině Visconti, jak je patrné z jejích portrétů.. Jinou možností je, že obraz Panny Marie s rodovými atributy dobročinné a milované vévodkyně nechali vymalovat obyvatelé německé kupecké kolonie v Miláně, aby se přimlouvala za její zdraví a narození toužebně očekávaného dědice. V obou případech se tyto původně módní doplňky mohly postupně stát základními, teologicky odůvodněnými atributy Panny Marie Klasové. Od 2. poloviny 15. století se objevují různě modifikovaná zobrazení Panny Marie Klasové, v nichž často motiv slunečního límce mizí.
Je však také možné, že motiv Panny Marie Klasové pochází původně z německých ženských klášterů 14. století a teprve odtud se dostal do německé kolonie v Miláně. Ze severní Itálie se pak motiv Panny Marie Klasové vrátil už jako zázračný obraz zpět do střední Evropy, kde se od 15. století objevuje nejčastěji v Českých zemích, v jižním Německu a v Rakousku (především v oblasti bavorsko-rakouských Alp). V tom případě by teologická symbolika byla prvotní a historické okolnosti, týkající se rodu Viscontiů, by byly až druhotně odvozené.

### Astrologická symbolika
O tom by svědčila i velmi stará symbolika astrologická – např. Albert Veliký, který čerpal z arabského astrologa 9. století Abú Ma'šara, ve svém spise De universitate uvádí do souvislosti mariánské a christologické motivy s některými nebeskými konstelacemi, zejména se Souhvězdím Panny (Ježíš se např. narodil z vycházející Panny). Souhvězdí Panny bylo již ve starověku běžně zobrazováno jako stojící panna, která drží v ruce obilné klasy, v Mezopotámii se nejprve označovalo jako "brázda" či "obilný klas", protože jeho východ označoval počátek žní. Nejjasnější hvězda tohoto souhvězdí – "Spica" (latinsky "žitný klas") – vychází nad obzor o zimním slunovratu přesně o půlnoci (v Evropě s první hvězdou), kdy se podle tradice narodil i Ježíš jako "Slunce Nepřemožené". Narození slunečního božstva z panny je už od starověku všeobecně rozšířený mytologický motiv. Panna Maria je v ikonografickém typu Panny Marie Klasové, ve shodě s tímto prastarým motivem, zobrazována jako "Nositelka světla" či "Vítězka nad tmou", což vyjadřuje i její charakteristický sluneční límec.

## Panna Maria Budějovická v literatuře
Milostný obraz Panny Marie Budějovické i úcta k němu se objevuje především v literárních dílech spjatých s Českými Budějovicemi a okolím, a to v historických románech (např. Čtveráci Václava Kaplického či Bludný kámen Zdeňky Bezděkové), vzpomínkách a memoárech (Budějovická trilogie Františka Hobizala), poetických esejistických črtách vystihujících génia loci jižních Čech (Jaromír Měšťan, Ladislav Stehlík) i v jednotlivých básních věnovaných městu (Josef Bartuška, Ladislav Stehlík, Karel Erban). Mariánská úcta u těchto autorů často odráží a vyjadřuje duchovní, žensky tichý charakter jihočeské krajiny nebo se v rozmanitých formách Panny Marie Budějovické stává historickým, výtvarným či duchovním emblémem města České Budějovice.
Dým černých holubic
 v stín pluje
a zpěv je jejich křídel
 šum –
slyš – chrlič vypravuje
kamenným oblakům
rzivému listí štítů
 a temným Madonám
větrné tmě a v skrytu
úsměvu podobám
z básně Josefa Bartušky Město pod Kletí (1938)

## Panna Maria Budějovická v pověstech
Kromě zpráv o mnoha zázracích a vyslyšeních se Panna Maria Budějovická objevuje také v několika pověstech. Jednou z nich je pověst o statečné jeptišce, kterou při noční modlitbě před milostným obrazem v prázdném klášterním kostele překvapí lupiči, kteří chtějí obraz oloupit o votivní dary. Jeptiška duchapřítomně zachrání nejen obraz, ale také svůj vlastní život tak, že pod příslibem prozrazení úkrytu kostelní klenotnice odláká zloděje do sakristie kostela, kde je lstí zavře a zvonem přivolá pomoc. Hlavy pochytaných a sťatých lupičů jsou v podobě kamenných masek dodnes zazděné do průčelí nedaleké městské zbrojnice (Solnice).
Další pověst vypráví o tom, že během třicetileté války chtěli do otevřených bran nic netušícího města proniknout nepozorovaně švédští vojáci. V první bráně se jim však do cesty postaví mocná, strašidelně vyhlížející ženská postava, celá oděná v bílém, a zabrání jim do města vniknout. Když se to opakuje i v druhé bráně, švédští vojáci před zjevením uprchnou. Když na útěku potkají za městem kněze, toto setkání se „strašidlem“ mu vylíčí. Ten však, znalý zázraků Panny Marie Budějovické, se zaraduje a příběh sdělí převorovi kláštera, který jej veřejně oznámí. Jako poděkování před zachráněním a na památku této události pak dle pověsti nechají budějovičtí měšťané před všemi třemi branami postavit sochy Panny Marie Budějovické, dochované dodnes.
Jiná pověst vypraví o založení poutního kostela Zasnoubení Panny Marie v Mláce u Třeboně. Na místě pozdějšího kostela přepadnou mladou služebnou na cestě z Budějovic do Jihlavy lapkové, avšak po jejích vroucích modlitbách ji Panna Maria Budějovická skryje pod svým pláštěm – lupiče zahalí chuchvalce mlhy, zatímco dívka je osvícena nadpozemskou září, která lupiče natolik vyděsí, že raději uprchnou. Zachráněná dívka pak z vděčnosti nechá vymalovat obraz, který byl zavěšen na dodnes stojícím dubu. Později je zde vystavěna dřevěná kaple a nakonec i nynější poutní kostel.
Ó, mocná ochránkyně, nevyčerpatelná studnice milostí, z které tvoji ctitelé mohou každodenně čerpati milosti v míře nejhojnější: zde na tomto milostném obrazu se nám představuješ, kterak jako dítě se za nás u Boha přimlouváš se sepjatýma rukama v chrámu jerusalemském. Tvou přímluvu rád slyší mocný Hospodin. Dovol nám tudíž, pomocnice naše, vrátiti se s novou důvěrou k tvému starému a drahému obrazu, tobě důstojně poděkovati za všecky milosti, tobě vzdáti chválu a úctu a tebe pokorně prositi, bys nepřestávala chrániti všech svých ctitelů a za ně u Boha se přimlouvati, dokud nedospějeme do chrámu věčné slávy, kde tě budeme věčně chváliti a oslavovati. Amen. 
tradiční modlitba k Panně Marii Budějovické
V barokní době mezi lidmi kolovala pověst, že je-li obraz přenesen z mariánské kaple na hlavní oltář, do rána druhého dne se ocitne zpátky na svém místě. Vyprávělo se také o jasné záři, která někdy za noci vychází z kostela.